# Бондарєв Юрій Анатолійович
Юрій Анатолійович Бондарєв (1936) — радянський футболіст, який грав на позиції захисника. Відомий за виступами у складі сімферопольської «Таврії» у класі Б, за яку зіграв понад 100 матчів в чемпіонаті та Кубку СРСР.

## Клубна кар'єра
Юрій Бондарєв народився у 1936 році. Після закінчення школи навчався у Кримському медичному інституті, де й розпочав грати у футбол. З 1956 року Бондарєв грав у сімферопольській аматорській команді «Буревісник». У 1958 році на основі цієї команди в Сімферополі організували команду класу Б під назвою «Авангард», гравцем якої, разом із Еммануїлом Анброхом, Анатолієм Глухоєдовим, Виталієм Живицею, Володимиром Масальцевим, Володимиром Никоновим, став також і Бондарєв. Протягом 5 років він був одним із основних захисників команди. У 1962 році Юрій Бондарєв разом із командою став бронзовим призером першості УРСР, щоправда після цієї першості гравець достроково завершив виступи на футбольних полях унаслідок важкої травми. Після завершення виступів на футбольних полях Бондарєв тривалий час працював лікарем-травматологом у обласному фізкультурному диспансері.